# Helen Merrill
Helen Merrill, rodným jménem Jelena Ana Milčetić (* 21. července 1930) je americká jazzová zpěvačka. Narodila se v New Yorku chorvatským emigrantům. Zpěvu se věnovala již od dětství a ve čtrnátcti začala zpívat v různých klubech; o dva roky později se hudbě začala věnovat profesionálně. Své první album, nazvané jednoduše Helen Merrill, vydala v roce 1956 a podíleli se na něm například Quincy Jones, Jimmy Jones nebo Clifford Brown. Poslednímu jmenovanému zpěvačka v roce 1995 věnovala své album Brownie: Homage to Clifford Brown. Jejím manželem byl jazzový saxofonista Aaron Sachs.